# Liste der Baudenkmale in Guben
In der Liste der Baudenkmale in Guben sind alle Baudenkmale der brandenburgischen Stadt Guben und ihrer Ortsteile aufgelistet. Grundlage ist die Veröffentlichung der Landesdenkmalliste mit dem Stand vom 31. Dezember 2021. Die Bodendenkmale sind in der Liste der Bodendenkmale in Guben aufgeführt.

## Baudenkmale in den Ortsteilen
In den Spalten befinden sich folgende Informationen:
- ID-Nr.: Die Nummer wird vom Brandenburgischen Landesamt für Denkmalpflege vergeben. Ein Link hinter der Nummer führt zum Eintrag über das Denkmal in der Denkmaldatenbank. In dieser Spalte kann sich zusätzlich das Wort Wikidata befinden, der entsprechende Link führt zu Angaben zu diesem Denkmal bei Wikidata.
- Lage: die Adresse des Denkmales und die geographischen Koordinaten. Link zu einem Kartenansichtstool, um Koordinaten zu setzen. In der Kartenansicht sind Denkmale ohne Koordinaten mit einem roten beziehungsweise orangen Marker dargestellt und können in der Karte gesetzt werden. Denkmale ohne Bild sind mit einem blauen bzw. roten Marker gekennzeichnet, Denkmale mit Bild mit einem grünen beziehungsweise orangen Marker.
- Bezeichnung: Bezeichnung in den offiziellen Listen des Brandenburgischen Landesamtes für Denkmalpflege. Ein Link hinter der Bezeichnung führt zum Wikipedia-Artikel über das Denkmal.
- Beschreibung: die Beschreibung des Denkmales
- Bild: ein Bild des Denkmales und gegebenenfalls einen Link zu weiteren Fotos des Baudenkmals im Medienarchiv Wikimedia Commons

### Bresinchen(Bŕazynka)
| ID-Nr.   | Lage                      | Bezeichnung                                               | Beschreibung | Bild                                                      |
| -------- | ------------------------- | --------------------------------------------------------- | --- | --------------------------------------------------------- |
| 09125469 | Neuzeller Straße 1 (Lage) | Gehöft, bestehend aus Stallspeicher, Scheune und Hofmauer | Das Gehöft ist ein Dreiseithof, der im ersten Viertel des 20. Jahrhunderts erbaut wurde. er Stallspeicher ist ein zweigeschossiges, giebelständiges Gebäude. Im Giebel steht die Jahreszahl 1924. Die Durchfahrtscheune befindet sich an der Rückseite des Hofes. Der Hof wird mit der Hofmauer zur Straße abgeschlossen. | Gehöft, bestehend aus Stallspeicher, Scheune und Hofmauer |

### Deulowitz(Dulojce)
| ID-Nr.   | Lage                    | Bezeichnung | Beschreibung | Bild |
| -------- | ----------------------- | ----------- | --- | ---- |
| 09125184 | Alt-Deulowitz 26 (Lage) | Herrenhaus  | Das Herrenhaus wurde 1788 erbaut. Das Haus ist zweigeschossig und an der Längsseite sieben und an Querseite vier Achsen. Über dem Eingang befindet sich ein Allianzwappen des Bauherren von Elterlein und seiner Frau Friederike Charlotte Tugendreich von Klitzing. Genutzt wird das Haus seit 2006 als Seniorenwohn- und Pflegeheim. | BW   |

### Groß Breesen(Bŕazyna)
Groß Breesen liegt an der B 112 etwa 5 Kilometer nordwestlich von Guben. Bereits in der Altsteinzeit lebten hier Menschen, es wurden entsprechende Funde in der Nähe von Groß Breesen gemacht. Westlich des Ortes befindet sich ein slawischer Burgwall aus dem 9./10. Jahrhundert. Der heutige Ort wurde 1293 angelegt. Im Jahre 1950 wurde der Ort nach Guben eingemeindet. 2007 lebten hier 950 Einwohner.
| ID-Nr.            | Lage                             | Bezeichnung                       | Beschreibung | Bild           |
| ----------------- | -------------------------------- | --------------------------------- | --- | -------------- |
| 09125872          | Groß Breesener Straße (Lage)     | Kriegerdenkmal                    | Das Kriegerdenkmal befindet sich südlich der Kirche. Es wurde 1921 errichtet und gedenkt an die Gefallenen des Ersten Weltkrieges. Es ist ein Granitpfeiler mit einer runden Haube. Das Postament ist dreistufig. Zur Straße befindet sich eine Tafel mit den Namen von 38 Gefallenen, darüber die Inschrift Unsere Helden. | Kriegerdenkmal |
| 09125143 Wikidata | Groß Breesener Straße 108 (Lage) | Dorfkirche und Friedhofstoranlage | Die evangelische Dorfkirche wurde laut einer Inschrift im Jahre 1852 erbaut. Der Turm und die Vorhalle wurden 1883 hinzugefügt. Im Innern befindet sich ein Kanzelaltar aus der ersten Hälfte des 19. Jahrhunderts, Teile der Kanzel stammen aus dem Ende des 16. Jahrhunderts.                                             | weitere Bilder |
| 09125873          | Groß Breesener Straße 106 (Lage) | Pfarrhaus                         | Das Pfarrhaus wurde von 1899 bis 1900 anstelle eines Vorgängerbaues errichtet. Es ist ein eingeschossiges Putzbau mit einem Satteldach. Die Treppe im Inneren ist aus der Bauzeit. | Pfarrhaus      |

### Guben(Gubin)
| ID-Nr.   | Lage | Bezeichnung | Beschreibung | Bild |
| -------- | --- | --- | --- | --- |
| 09125501 | Alte Poststraße 9/10 (Lage) | Tuchfabrik (Carl Lehmanns Wwe & Sohn, später Werk I des VEB Gubener Wolle) mit Produktionsgebäude (Haus D), Verwalterhaus, Wolllager (Haus A) und Einfriedung     | | Tuchfabrik (Carl Lehmanns Wwe & Sohn, später Werk I des VEB Gubener Wolle) mit Produktionsgebäude (Haus D), Verwalterhaus, Wolllager (Haus A) und Einfriedung     |
| 09125445 | Alte Poststraße 26 (Lage) | Tuchfabrik Lehmann & Richter mit Hofbefestigung und Villa mit Einfriedung                                                                                         | | Tuchfabrik Lehmann & Richter mit Hofbefestigung und Villa mit Einfriedung                                                                                         |
| 09125175 | Alte Poststraße 31a, 31b (Lage) | Zwei Wohnblöcke | | Zwei Wohnblöcke |
| 09125169 | Alte Poststraße 32 (Lage) | Villa | Die Villa wurde im Jahre 1882 erbaut. von 1897 bis 1938 wohnte hier der Hutfabrikant Berthold Lißner. Zur Zeit der DDR befand sich hier die SED-Kreisleitung. Das Haus hat zwei Geschosse und ein Berliner Dach. | Villa |
| 09125177 | Alte Poststraße 33 (Lage) | Wohnhaus | | Wohnhaus |
| 09125517 | Alte Poststraße 46 (Lage) | Mietwohnhaus | | Mietwohnhaus |
| 09125503 | Alte Poststraße 50 (Lage) | Kinderkrippe | | Kinderkrippe |
| 09125503 | Alte Poststraße 59 (Lage) | Berlin-Gubener Hutfabrik AG, vorm. Apelius Cohn | | Berlin-Gubener Hutfabrik AG, vorm. Apelius Cohn |
| 09125472 | Alte Poststraße 61 (Lage) | Villa | Erbaut für Apelius Cohn, bis 1938 Wohnsitz von Alexander Lewin, Direktor der Berlin-Gubener Hutfabrik AG | Villa |
| 09125473 | Alte Poststraße 63 (Lage) | Villa | | Villa |
| 09125516 | Alte Poststraße 64 (Lage) | Gerichtsgefängnis und Wohnhaus | | Gerichtsgefängnis und Wohnhaus |
| 09125160 | Alte Poststraße 66 (Lage) | Gerichtsgebäude | Das ehemalige Landgericht wurde in der zweiten Hälfte des 19. Jahrhunderts erbaut. Von 1879 bis 1883 tagte hier das Landgericht, von 1883 bis 1953 das Amtsgericht und von 1953 bis 1993 das Kreisgericht. Seit 1993 sitzt hier wieder das Amtsgericht. Es ist ein dreigeschossiges Haus mit einem Satteldach. | Gerichtsgebäude |
| 09125948 | Am Sandberg 1 (Lage) | Brunnenskulptur | | BW |
| 09125542 | August-Bebel-Straße 4 (Lage) | Evangelisches Gemeindehaus | | Evangelisches Gemeindehaus |
| 09125140 | Bahnhofstraße (Lage) | Bahnhof Guben mit Bahnhofsempfangsgebäude, Bahnsteigüberdachungen der Bahnsteige 2 und 3, Wasserturm                                                              | | Bahnhof Guben mit Bahnhofsempfangsgebäude, Bahnsteigüberdachungen der Bahnsteige 2 und 3, Wasserturm                                                              |
| 09125178 | Bahnhofstraße 1 (Lage) | Wohnhaus mit Zaun | | Wohnhaus mit Zaun |
| 09125146 | Bahnhofstraße 2 (Lage) | Tuchfabrik (heute Schule) | 1890 für die Gubener Hutfabrik Steinke & Co. erbaut. Ein Brand zerstörte 1938 Teilbereiche der Fabrik. Nach dem Ende des Zweiten Weltkrieges wurde die Ausrüstung demontiert. 1950 wurden in dem Gebäude eine Berufsschule und ein Lehrlingswohnheim eröffnet. | Tuchfabrik (heute Schule) |
| 09125179 | Berliner Straße 5a, 5b (Lage) | Zwei Mietwohnhäuser | | weitere Bilder |
| 09125316 | Berliner Straße 11 (Lage) | Villa | | Villa |
| 09125173 | Berliner Straße 14 (Lage) | Villa | | Villa |
| 09125474 | Berliner Straße 15, 16 (Lage) | Villa | | Villa |
| 09125172 | Berliner Straße 24 (Lage) | Villa | | weitere Bilder |
| 09125518 | Berliner Straße 29b (Lage) | Wohn- und Geschäftshaus | | Wohn- und Geschäftshaus |
| 09125854 | Berliner Straße 30 (Lage) | Wohn- und Geschäftshaus | | Wohn- und Geschäftshaus |
| 09125468 | Berliner Straße 35 (Lage) | Villa von Friedrich Wilke, jetzt Begegnungszentrum Volkssolidarität Spree-Neiße e. V.                                                                             | Die Villa wurde um 1890 nach Plänen der Architekten Alfred Grenander und Otto Spalding erbaut. Der Eigentümer war der Sohn des Gründers der Hutfabrik Carl Gottlob Wilke, Friedrich Wilke. Nach dem Tod (1908) wurde die Villa der Stadt Guben übertragen, diese richtete hier ein Jugendheim ein. Es ist ein eingeschossiger Bau mit einem Turmbau und einem Seitenflügel. Im Seitenflügel befinden sich Küche und Saal. | Villa von Friedrich Wilke, jetzt Begegnungszentrum Volkssolidarität Spree-Neiße e. V.                                                                             |
| 09125497 | Berliner Straße 35a (Lage) | Wohn- und Geschäftshaus | | Wohn- und Geschäftshaus |
| 09125170 | Berliner Straße 36 (Lage) | Villa | | Villa |
| 09125171 | Berliner Straße 37 (Lage) | Villa | | Villa |
| 09125182 | Berliner Straße 45 (Lage) | Wohnhaus und Tor | | Wohnhaus und Tor |
| 09125841 | Cottbuser Straße (Lage) | Bahnhofsbergbrücke | | weitere Bilder |
| 09125155 | Cottbuser Straße 1 (Lage) | Tuchfabrik F. M. Huschke, bestehend aus Wohngebäude, Pförtnerhaus mit einem Fragment der Einfriedung, einem Teil des Fabrikgebäudes 3 und Resten der Gartenanlage | Wohnhaus und Betriebsstätte der ehemaligen Wollspinnerei von William Cockerill, Junior | Tuchfabrik F. M. Huschke, bestehend aus Wohngebäude, Pförtnerhaus mit einem Fragment der Einfriedung, einem Teil des Fabrikgebäudes 3 und Resten der Gartenanlage |
| 09125158 | Cottbuser Straße 54b (Lage) | Jüdischer Friedhof mit Trauerhalle und Kriegerdenkmal | | weitere Bilder |
| 09125154 | Damaschkestraße 43 (Lage) | Kindergarten | Der Kindergarten wurde am 23. Januar 1953 eingeweiht. Bis 2004 wurde das Gebäude als Kindergarten genutzt, danach vom Verein Gubener Radsport e. V. | BW |
| 09125202 | Dr.-Ayrer-Straße 1-3, Wilkestraße 30 (Lage) | Naemi-Wilke-Stift und Nebenbauten | Das Stift wurde im Jahre 1903 erbaut. Sie ist die größte diakonische Einrichtung der Selbständigen Evangelisch-Lutherischen Kirche. | Naemi-Wilke-Stift und Nebenbauten |
| 09125152 | Dr.-Ayrer-Straße 18 (Lage) | Friedenskirche | | Friedenskirche |
| 09125325 | Forster Straße 31, 33 (Lage) | Poliklinik | Die Poliklinik für das Gubener Chemiefaserwerk entstand Mitte der 1960er Jahre. Auf der südlichen Schmalseite entstand um 1970 ein Relief des Rostocker Künstlers Jo Jastram („Die Vielfalt unseres Lebens“) | Poliklinik |
| 09125537 | Frankfurter Straße 1 (Lage) | Wohn- und Geschäftshaus | | Wohn- und Geschäftshaus |
| 09125538 | Frankfurter Straße 2 (Lage) | Wohn- und Geschäftshaus | | Wohn- und Geschäftshaus |
| 09125539 | Frankfurter Straße 17 (Lage) | Wohn- und Geschäftshaus | | Wohn- und Geschäftshaus |
| 09125540 | Frankfurter Straße 18 (Lage) | Wohn- und Geschäftshaus | | Wohn- und Geschäftshaus |
| 09125540 | Frankfurter Straße 29 (Lage) | Wohn- und Geschäftshaus | | Wohn- und Geschäftshaus |
| 09125461 | Frankfurter Straße 34 (Lage) | Wohn- und Geschäftshaus | | Wohn- und Geschäftshaus |
| 09126252 | Frankfurter Straße 35 (Lage) | Wohn- und Geschäftshaus | | Wohn- und Geschäftshaus |
| 09125495 | Frankfurter Straße 42 (Lage) | Wohn- und Geschäftshaus | | Wohn- und Geschäftshaus |
| 09125496 | Frankfurter Straße 43 (Lage) | Wohn- und Geschäftshaus | | Wohn- und Geschäftshaus |
| 09125498 | Frankfurter Straße 45 (Lage) | Wohn- und Geschäftshaus | | Wohn- und Geschäftshaus |
| 09125156 | Friedrich-Engels-Straße 1-14, 16, 64-70 (gerade), Hegelstraße 1, 1a, 2-6, 8, 10, Kaltenborner Straße 57a, Karl-Liebknecht-Straße 2-20 (gerade), Karl-Marx-Straße 15-37 (ungerade), 33a, 32-56 (gerade), Rosa-Luxemburg-Straße 31-37 (ungerade) (Lage) | Wohngebiet | | Wohngebiet |
| 09125301 | Friedrich-Engels-Straße 64-70 (gerade) (Lage) | Wohnblock | | Wohnblock |
| 09125300 | Friedrich-Engels-Straße 72 (Lage) | Schulgebäude und Turnhalle mit Gedenktafel | | Schulgebäude und Turnhalle mit Gedenktafel |
| 09125388 | Gasstraße 4-7 (Lage) | Hutfabrik C. G. Wilke | Gegründet wurde die Hutfabrik von C. G. Wilke im Jahr 1864. Bis 2000 wurden hier Hüte gefertigt. Seit 2006 befindet sich hier ein Verwaltungszentrum, ein Stadt- und Industriemuseum, eine Musikschule und eine Bibliothek. Die Hutfabrik besteht aus mehreren Gebäuden, diese haben in der Regel ein flaches Satteldach. Das auffälligste Gebäude ist die „Alte Färberei“ mit drei hohen Schornsteinen mit auffälligen Ablufthauben. | weitere Bilder |
| 09125875 | Gasstraße 11 (Lage) | Verwaltungsgebäude und Maschinenhaus des Gaswerks | Das Gaswerk wurden 1857 erbaut. In den Jahren 1903, 1909/1910 und 1913 wurde die Kapazität des Gaswerkes wesentlich erweitert. Die zwei Gasbehälter wurden 1977 und 1996 abgerissen. Das Verwaltungsgebäude wurde wahrscheinlich 1897 erbaut. Es ist ein zweigeschossiger Ziegelbau mit einem Satteldach. Zur Straßenseite befindet sich ein Eckrisalit mit einem Staffelgiebel. Der Eingang befindet sich an der Hofseite in einem Mittelrisalit. Dieser Risalit ist wie die Ecken mit Türmen besetzt. Das Maschinenhaus ist ein eingeschossiger Ziegelbau mit einem Satteldach. | Verwaltungsgebäude und Maschinenhaus des Gaswerks |
| 09125877 | Gasstraße 15 (Lage) | Wohnhaus und Scheune | Das Haus wurde um 1890 erbaut. Es ist ein viergeschossiges Haus im Stil der späten Gründerzeit mit einem Satteldach. Die Fassade im Erdgeschoss ist symmetrisch gestaltet, in der Mitte befindet sich ein Risalit. Im Erdgeschoss befindet sich ein Tor über die Breite des Risalites. Im ersten Obergeschoss über den Eingang befindet sich zwei Reliefs, diese stellen mit Pferden gezogene Wagen da. Die Fenster im ersten Stock sind bis auf die Fenster im Risalit mit einem Dreiecksgiebel überdacht, die Fenster im Risalit sind mit einem Segmentbogen überdacht.         | Wohnhaus und Scheune |
| 09125938 | Grunewalder Straße 2 (Lage) | Gedenktafel für die Gefallenen des Ersten Weltkriegs | | BW |
| 09125370 | Hegelstraße 1a (Lage) | Ehemalige Wilhelm-Pieck-Schule mit Wilhelm-Pieck-Büste | | Ehemalige Wilhelm-Pieck-Schule mit Wilhelm-Pieck-Büste |
| 09125986 | Kaltenborner Straße 91 (Lage) | Wasserwerk mit Pumpstation, Brunnenhäuschen und Filterhalle | | Wasserwerk mit Pumpstation, Brunnenhäuschen und Filterhalle |
| 09125148 | Karl-Liebknecht-Straße, Karl-Marx-Straße, Friedrich-Engels-Straße, Kaltenborner Straße (Lage) | Platz des Gedenkens – Grünanlage mit sowjetischem Ehrenfriedhof und Gedenkstein für Opfer des Kapp-Putsches                                                       | | Platz des Gedenkens – Grünanlage mit sowjetischem Ehrenfriedhof und Gedenkstein für Opfer des Kapp-Putsches                                                       |
| 09125604 | Karl-Marx-Straße 32-40 (gerade) (Lage) | Wohnblock | | Wohnblock |
| 09125299 | Karl-Marx-Straße 52/54 (Lage) | Wohnblock mit Apotheke | | Wohnblock mit Apotheke |
| 09125502 | Karl-Marx-Straße 56 (Lage) | Lichtspieltheater „Friedensgrenze“ | | Lichtspieltheater „Friedensgrenze“ |
| 09125159 | Kirchstraße 1, Alte Poststraße 67 (Lage) | Klosterkirche | Die evangelische Klosterkirche wurde von 1860 bis 1862 anstelle eines im 12. Jahrhundert gegründeten und 1564 aufgegebenen Benediktinerklosters backsteinsichtig im neugotischen Stil errichtet. Die Empore und die Orgel stammen aus der Zeit um 1900. | weitere Bilder |
| 09125164 | Kirchstraße 1, Alte Poststraße 67 (Lage) | Reste der Klostermauer | | Reste der Klostermauer |
| 09125174 | Klaus-Herrmann-Straße (Lage) | Wilhelm-Pieck-Denkmal | Das Denkmal wurde 1976 nach einem Entwurf des Bildhauers Gerhard Thieme errichtet. Es ist eine Eisenbetonkonstruktion mit Bronzetafeln die auf einem Podest steht. Auf den Bronzetafel sind entschiedene Szenen aus dem Leben von Wilhelm Pieck dargestellt, er ist in Guben geboren. Im Mittelpunkt der Anlage befindet sich zwei Betonblöcke die das Denkmal überragen. Hier befindet sich auch Zitat Wilhelm Piecks vom 5. Oktober 1950: „WIR WOLLEN / DOCH ALLE / IN FRIEDEN LEBEN / UND DAS RECHT / AUF FRIEDEN / HAT JEDES VOLK / 5.10.1950 W. PIECK“.                      | weitere Bilder |
| 09125859 | Mittelstraße 6 (Lage) | Mietwohnhaus | | BW |
| 09125167 | Mühlenstraße 5 (Lage) | Sprucker Mühle | | weitere Bilder |
| 09125163 | Mühlenstraße 5 (Lage) | Postmeilensäule | Originalteil einer Kursächsischen Distanzsäule im Heimatmuseum Sprucker Mühle. | weitere Bilder |
| 09125879 | Pestalozzistraße 10 (Lage) | Mietwohnhaus | | Mietwohnhaus |
| 09125475 | Reichenbacher Straße 24 (Lage) | Sägegatter mit technischen Nebeneinrichtungen (Diesel-, Elektromotor, Transmission), aus Horno                                                                    | | BW |
| 09125157 | Rosa-Luxemburg-Straße 31-37 (ungerade) (Lage) | Wohnblock | | Wohnblock |
| 09125021 | Rosa-Luxemburg-Straße 40a-d, 42a-c, 44a-d, 46a-d, 48a-c, 50a-d (Lage) | Ludewig-Siedlung | | Ludewig-Siedlung |
| 09125949 | Rosenweg 14 (Lage) | Katholische Kirche „Maria, Mutter der Christenheit“ (Marienkirche)                                                                                                | | BW |
| 09125149 | Straupitzstraße 1 (Lage) | Kirche des Guten Hirten | Die Kirche „Des guten Hirten“ wurde nach Plänen von Otto Spalding und Alfred Grenander von 1902 bis 1903 im Jugendstil errichtet. Die Kirchengemeinde gehört zur Selbständigen Evangelisch-Lutherischen Kirche (SELK). Sie ist eine Stiftung des Gubener Hutfabrikanten Friedrich Wilke. | weitere Bilder |
| 09125181 | Straupitzstraße 2 (Lage) | Villa | Die Villa wurde im Jahre 1902 erbaut. Es ist ein zweigeschossiger Putzbau im historistischen Stil. An der Süd- und Ostseite befindet sich je ein Mittelrisalit, über den Risaliten ist je ein Schweifgiebel. An der südöstlichen Ecke befindet sich ein Erker mit Turm und einer Haube mit Wetterfahne. | Villa |
| 09125162 | Uferstraße, Bahnhofstraße (Lage) | Volkshausgarten | | Volkshausgarten |
| 09125144 | Uferstraße 9 (Lage) | Fabrikantenvilla | | Fabrikantenvilla |
| 09125145 | Uferstraße 11 (Lage) | Villa, Remise, Einfriedung und Garten | Die Villa wurde im Jahre 1898 erbaut, dort befindet sich das Deutsch-Slawische-Kulturzentrum der Stadt. | Villa, Remise, Einfriedung und Garten |
| 09125456 | Uferstraße 20-28 (gerade) (Lage) | Berlin-Gubener Hutfabrik AG, vormals Apelius Cohn | Das Fabrikgebäude wurde im letzten Viertel des 19. Jahrhunderts für die Berlin-Gubener Hutfabrik AG, vormals Apelius Cohn AG erbaut. Ende der 1920er Jahre arbeiten hier etwa 5000 Arbeiter. Heute befindet sich hier Plastinarium von Gunther von Hagens. | Berlin-Gubener Hutfabrik AG, vormals Apelius Cohn |
| 09125513 | Uferstraße 40 (Lage) | Villa | | Villa |
| 09125180 | Wilkestraße 1 (Lage) | Wohnhaus | | Wohnhaus |

### Kaltenborn(Stuźonk)
| ID-Nr.   | Lage                      | Bezeichnung               | Beschreibung | Bild           |
| -------- | ------------------------- | ------------------------- | --- | -------------- |
| 09125985 | Dorfstraße/Waldweg (Lage) | Kriegerdenkmal            | | BW             |
| 09125963 | Dorfstraße 10 (Lage)      | Torhaus und Stallspeicher | | weitere Bilder |
| 09125962 | Dorfstraße 11 (Lage)      | Wirtschaftsgebäude        | Das Wirtschaftsgebäude wurde Anfang des 20. Jahrhunderts erbaut. Es ist ein zweigeschossiger Bau aus unverputzten Ziegeln. Die schmale Seite des Gebäudes ist verputzt. | weitere Bilder |
| 09125185 | Dorfstraße 19 (Lage)      | Scheune                   | Die Scheune wurde im Jahre 1847 erbaut. Es ist ein traufständiger Fachwerkbau mit einem Satteldach.                                                                     | Scheune        |

### Schlagsdorf(Sławkojce)
| ID-Nr.   | Lage                  | Bezeichnung        | Beschreibung | Bild           |
| -------- | --------------------- | ------------------ | --- | -------------- |
| 09125883 | Hauptstraße 1 (Lage)  | Bahnhof            | Der Bahnhof in exponierter Lage auf freiem Feld südlich des Dorfes wurde im Jahr 1904 mit der Bahnstrecke Guben–Forst eröffnet, aus dieser Zeit stammt das Empfangsgebäude. Es ist ein zweigeschossiger Ziegelbau mit weit überstehendem Satteldach. Ein eingeschossiger Güterschuppen aus Ziegeln mit Fachwerk schließt sich an. Der Personenverkehr auf der Strecke endete im Jahr 1981, der Güterverkehr 1995, wurde allerdings im Bereich Schlagsdorf 2008 wieder aufgenommen. Das Bahnhofsgebäude wurde modernisiert und beherbergt Büros. | weitere Bilder |
| 09125913 | Hauptstraße 14 (Lage) | Wirtschaftsgebäude | Das Gebäude entstand um das Jahr 1900 als Teil eines Vierseithofs. Es ist ein zweigeschossiger Ziegelbau mit Satteldach und flachbogiger Durchfahrt auf der Längsseite. | BW             |

## Ehemalige Baudenkmale
| ID-Nr. | Lage                                   | Bezeichnung    | Beschreibung | Bild           |
| ------ | -------------------------------------- | -------------- | --- | -------------- |
|        | Guben Hinter dem Turnerwäldchen (Lage) | Turnerwäldchen | Der Eichenwald wurde 1844 als Turnplatz angelegt, nachdem Turnvater Jahn die Freiluftbewegung initiierte. Bis etwa 1945 stand im Wald noch ein Reck, es war das letzte Turngerät. Im Jahr 1949 wurde der Wald in Goethe-Hain umbenannt, der Hauptweg des inzwischen verwilderten Waldes heißt weiter Hinter dem Turnwäldchen. | Turnerwäldchen |